# Val Luretta
La val Luretta è una valle dell'Appennino ligure formata dall'omonimo torrente e situata interamente in provincia di Piacenza.

## Geografia fisica
La val Luretta è formata dal torrente Luretta, che nasce dall'unione di due rami, il Luretta di Monteventano, detto anche Luretta superiore, e il Luretta di San Gabriele, detto anche Luretta Inferiore; s'estende fino alla pianura Padana, dove il Luretta trova la sua foce nel Tidone, confinando a occidente con la val Tidone e la val Chiarone e a oriente con la val Trebbia. Alla testata della valle si trovano il passo della Caldarola e il monte Serenda, dalle cui pendici nasce il ramo del Luretta di San Gabriele.

### Valichi
La val Luretta è messa in comunicazione con la val Trebbia tramite il passo della Caldarola.

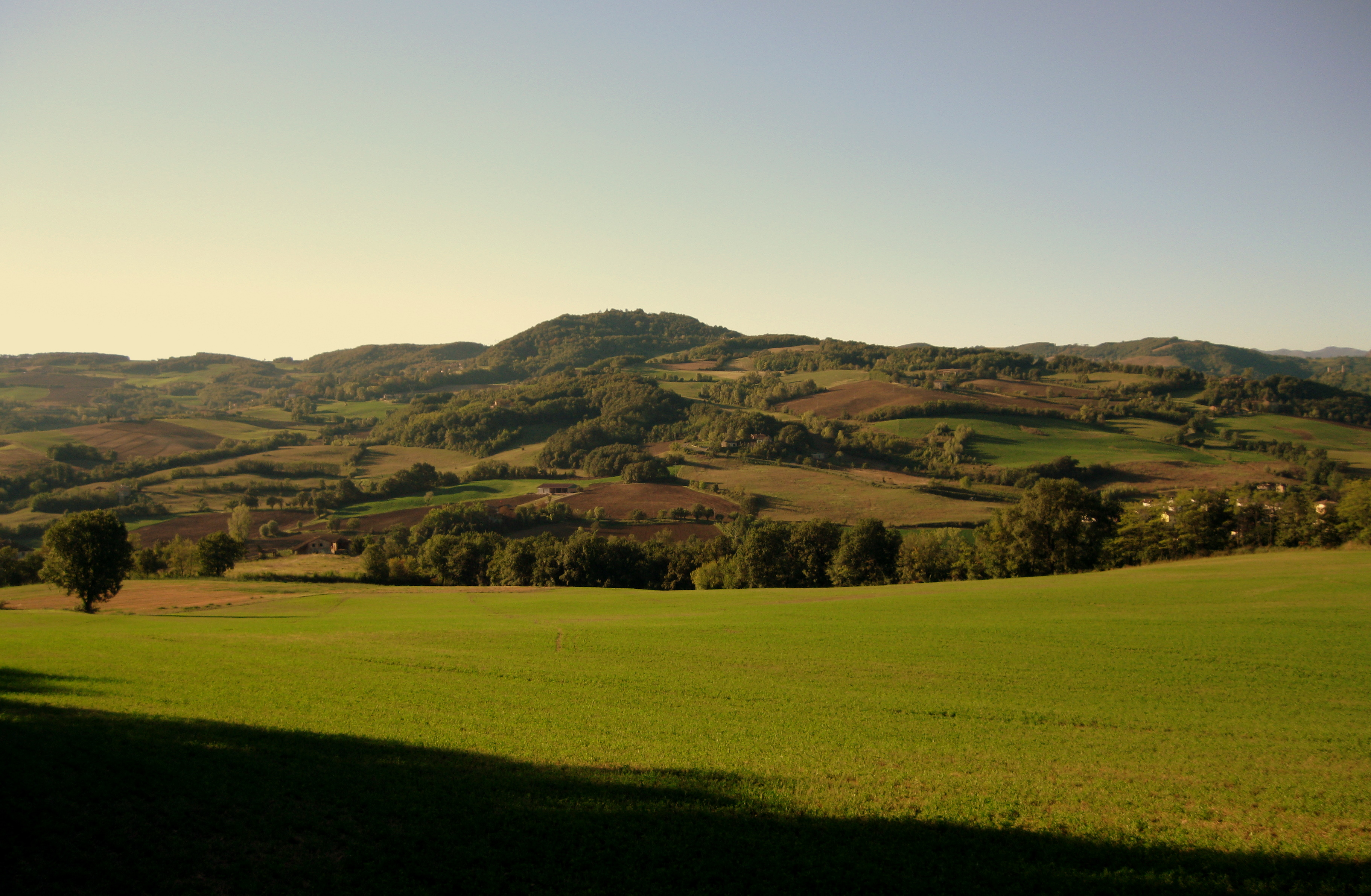
La media valle col monte Bissago

### Monti
Tra i monti più importanti della valle si trova il monte Serenda (759 m s.l.m.) dalle cui pendici nasce uno dei due rami che originano il Luretta e il monte Bissago, sulle cui pendici si trovano alcuni castelli, tra cui quello di Rezzanello.

### Idrografia
Il corso d'acqua principale della valle è il torrente Luretta, lungo 28 km e con un bacino idrografico di 101,6 km².
Il reticolo secondario di affluenti del Luretta non presenta particolare rilevanza, tra gli affluenti principali si segnalano il Rio Tarone e il Rio Magnana sulla sinistra orografica e il Rio Canto, il Rio Sarturano e il Rio Frate, sulla destra orografica.

## Storia
I più antichi reperti rinvenuti, conservati nel museo archeologico della Val Tidone, situato a Pianello, risalgono all'età del bronzo. Successivamente la vallata fu sede di insediamenti di popolazione di stirpe ligure.
In epoca romana la vallata fu abitata, con la fondazione di diversi centri abitati: nella tabula alimentaria traianea vengono citati il Pagus Luras, idronimo latino del torrente Luretta, i vicus di Pomarius (Pomaro) e Canianum (Montecanino), il fundus Acutianus (Agazzano) e Licinianus (Lisignano).
Nel 218 a.C. la parte pedemontana della valle venne interessata dagli scontri della battaglia della Trebbia tra le legioni romane, guidate dal console Tiberio Sempronio Longo e le truppe cartaginesi guidate da Annibale, che ebbero la meglio nel confronto.

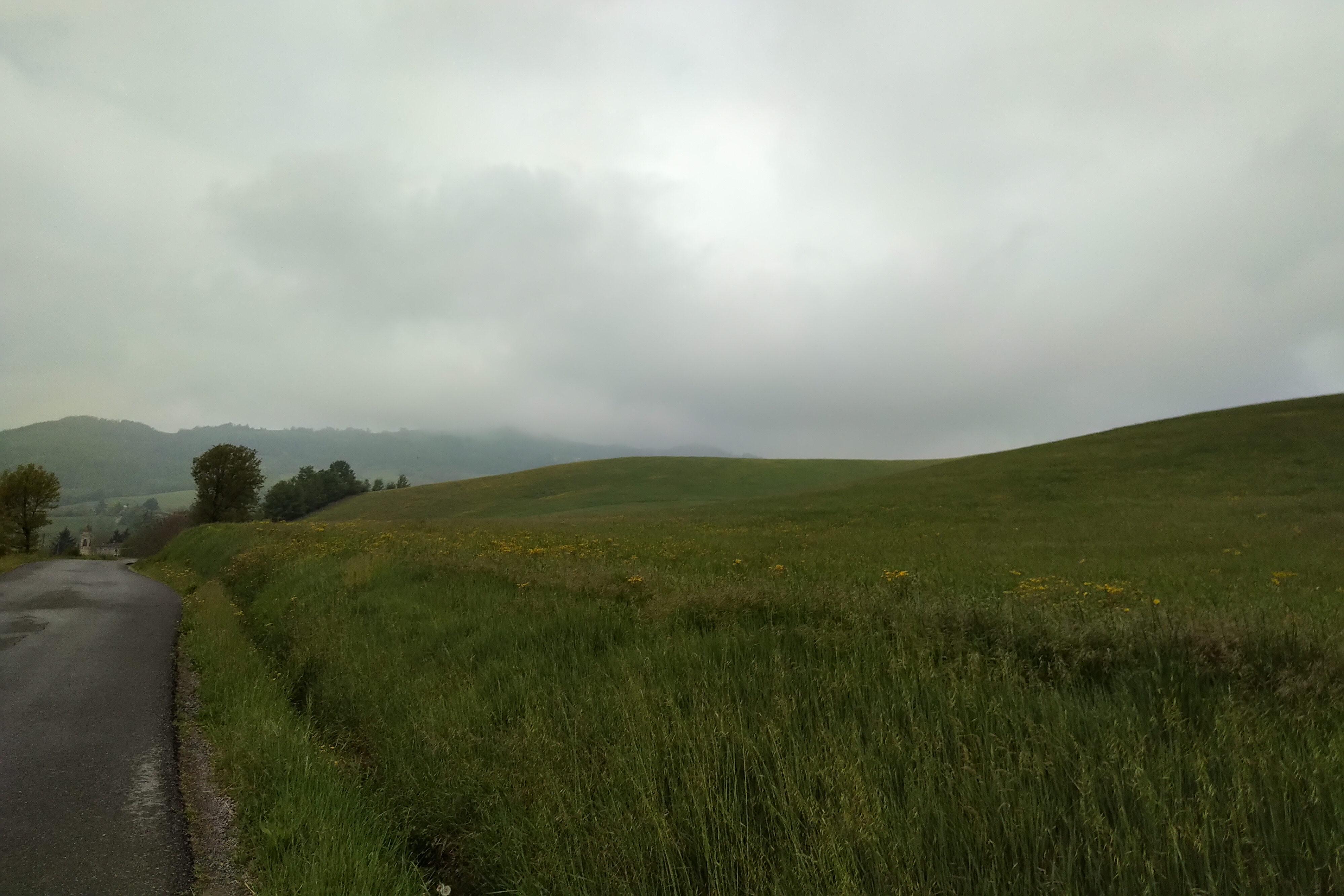
Panorama collinare primaverile dalla strada che da Piozzano sale al passo della Caldarola

Nel basso medioevo la zona fu interessata dalle lotte tra guelfi e ghibellini, in special modo tra le truppe provenienti dalla guelfa Piacenza e quelle provenienti dalla ghibellina Pavia. Nel 1164 Federico Barbarossa condusse un'azione nella valle che portò alla distruzione di numerosi fortilizi, tra cui Montecanino e Monteventano. Le lotte tra le due opposte fazioni continuarono ancora nel duecento: nel 1212 si svolse nei pressi del castello di Rezzanello una battaglia tra i guelfi, che vi si erano rifugiati, e i ghibellini che prevalsero. Nel 1242 Obizzo Malaspina rase al suolo il castello di Pomaro, nel 1255 Oberto Pallavicini distrusse il castello di Groppo Arcelli, mentre nel 1268 truppe ghibelline distrussero ancora una volta il fortilizio di Monteventano. Nello stesso secolo ad Agazzano si stabilirono gli Scotti che fecero del paese la capitale dei loro possedimenti, nonché un importante centro mercatale.
Nel 1372 parte della vallata venne occupata da truppe al servizio del Papa, nell'ambito della guerra che vedeva quest'ultimo contrapposto al duca di Milano Galeazzo II Visconti.

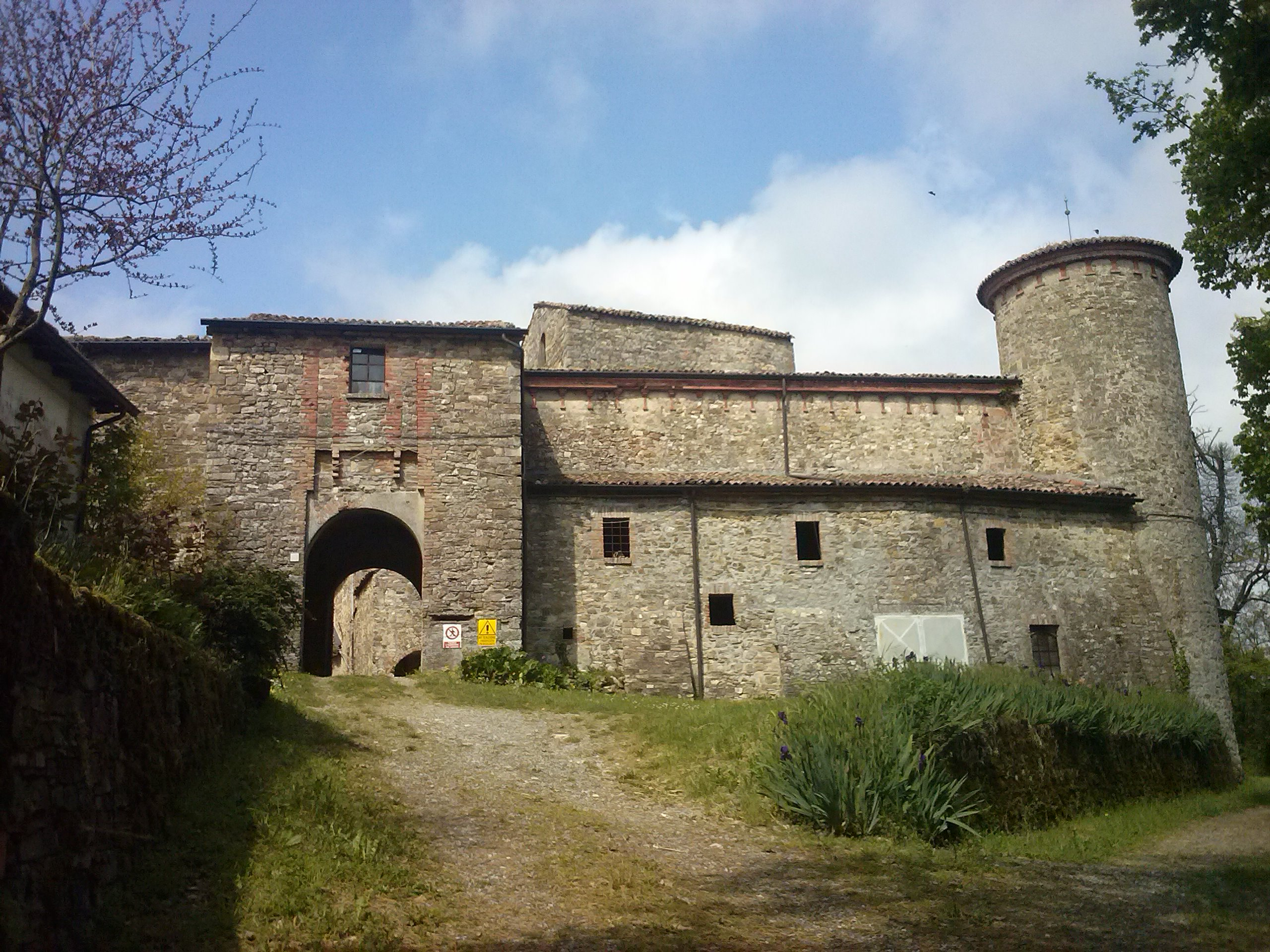
Il castello di Monticello, sede della battaglia in cui morì Lino Vescovi

Durante la seconda guerra mondiale, nell'ambito della guerra partigiana, la valle fu sede di alcune brigate partigiane e teatro di importanti scontri tra questi ultimi e le truppe tedesche e repubblichine. Tra la fine del 1943 e l'inizio del 1944, infatti, si formarono nella zona parecchie bande tra le quali spicca, in località la Sanese di Piozzano, la banda Fausto, comandata dall'ufficiale dei Carabinieri Fausto Cossu che, in seguito alla fusione con altre bande, andò a formare la brigata Giustizia e Libertà arrivando, poi, al rango di divisione con un totale di circa 4 000 uomini.
Nell'aprile 1945, nei pressi del castello di Monticello si svolse una cruenta battaglia tra un gruppo di partigiani asserragliati nel castello e 2 compagnie delle Brigate Nere, la Leonessa e la Mantova. Nella battaglia trovò la morte il comandante partigiano Lino Vescovi, detto il Valoroso che era intervenuto in supporto ai compagni alla guida di un manipolo di uomini. Nonostante la morte di Vescovi, i partigiani riuscirono a difendere la loro posizione, costringendo le truppe attaccanti a ritirarsi.

## Monumenti e luoghi d'interesse

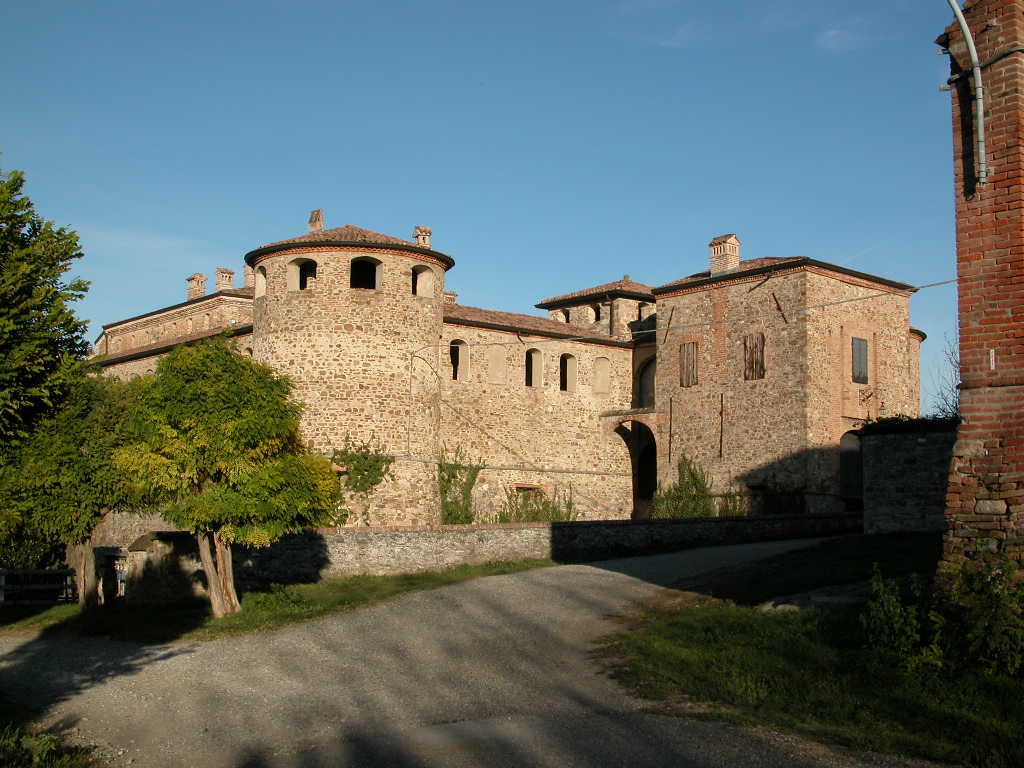
Il castello di Agazzano

Castello di AgazzanoEdificato nel 1224 da Alberto Scoto e rimaneggiato nel XVI secolo la rocca ha pianta rettangolare. L'ingresso è costituito da due ponti uniti tra loro da un rivellino, danno accesso al mastio attraverso un cortile interno circondato da un elegante loggiato retto da colonne i capitelli delle quali sono stemmi. La facciata principale è inquadrata da due torri cilindriche, con la torre d'ingresso al centro (si possono vedere ancora gli intagli delle catene che alzavano il ponte levatoio) e non avendo subito negli anni evidenti rimaneggiamenti conserva intatta l'originaria imponenza. Affiancato da un palazzo residenziale settecentesco è di proprietà privata visitabile su prenotazione.
Castello di BosonascoCastello medievale successivamente rimaneggiato pesantemente rispetto al suo aspetto originale e trasformato in casa colonica. Non è mai citato in atti medievali.
CastelboscoSituato nelle vicinanze del centro abitato di Campremoldo Sopra, frazione di Gragnano Trebbiense, è citato per la prima volta in un documento del 1314; nel 1482 venne ricostruito a opera di Antonio Maria Scotti. Secondo alcune versioni al suo interno trovò la morte, nel 1737, il pittore Giovanni Battista Tagliasacchi. L'edificio che presenta una pianta rettangolare con due torri, una centrale che ha subito forti rimaneggiamenti e una che è stata abbassata al livello delle mura, è stato adibito a azienda agricola e ospita il Museo della merda.
CastelvecchioCostruzione più antica della zona di Campremoldo, di edificazione incerta e già citato tra i beni della famiglia Pecorara al termine de XII secolo. Nel 1372 venne conauistato da truppe al soldo del papa che avevano invaso il piacentino, mentre nel XVII secolo subì la distruzione nel corso della guerra che vide opposto Odoardo I Farnese alla Spagna. Dell'edificio originale rimane un corpo con tracce di un ponte levatoio e una corte composta da edificio ammalorati parzialmente trasformati a uso residenziale: gran parte di queste strutture sarebbero, comunque ricostruzioni edificate sulla base dei corpi originali. Secondo una leggenda all'interno è sepolto un tesoro, mai trovato nonostante siano state condotte diverse campagne di scavi
Castello di GazzolaPosto nel centro dell'omonimo comune è stato adibito a sede del municipio, alla quale si accede da quello che era originariamente un cortile interno. Pesantemente rimaneggiato, la parte dell'edificio che mantiene l'aspetto originale medievale è quella che si affaccia sui campi retrostanti.
Castello di L'ArdaraComplesso locato su un promontorio circondato da pareti scoscese su tre quarti dei lati, si presenta in buone condizioni di conservazione grazie a un restauro, pur se con un aspetto profondamente rimaneggiato rispetto all'originale. Il mastio originale, parzialmente inglobato in costruzioni più recenti presenta un arco gotico realizzato in arenaria. Sulla cinta fortificata esterna sono presenti i resti di due torri a cuspide poste sul lato che dà sulla pianura e due torri di minore altezza sul lato a monte; sullo stesso lato si trovava l'ingresso con un portale n pietra parzialmente conservato.
Castello di LisignanoPosto sulle rive del torrente Luretta; un castello in questa zona venne citato per la prima volta in un documento del 1244 in cui si riporta che vi fu ospitato il marchese di Hohenburg, vicario dell'imperatore Federico II di Svevia. Il castello fu voluto dalla famiglia Arcelli e passò più volte di mano nel tempo. Presenta una pianta rettangolare con torrioni cilindrici agli angoli ed è circondato da un fossato alimentato dalle acque del torrente. Nel settecento venne sottoposto a importanti lavori con la realizzazione di un portico in stile barocco e dello scalone.
Castello di MontecaninoCostruito nell'XI secolo, venne distrutto negli anni '60 del XII secolo dal Barbarossa. In seguito venne ricostruito passando più volte di mano fino a diventare di proprietà degli Scotti nel 1528. Nei secoli successivi cadde in rovina e, quando nel XIX secolo fu acquistato dai Casati erano presenti solo alcuni resti. Dell'originario imponente complesso, dotato di 6 torri, rimangono alcuni corpi e tratti di mura perimetrali. Il dongione fu demolito nel 1963 a causa del rischio di crollo dovuto allo stato di abbandono in cui versava.

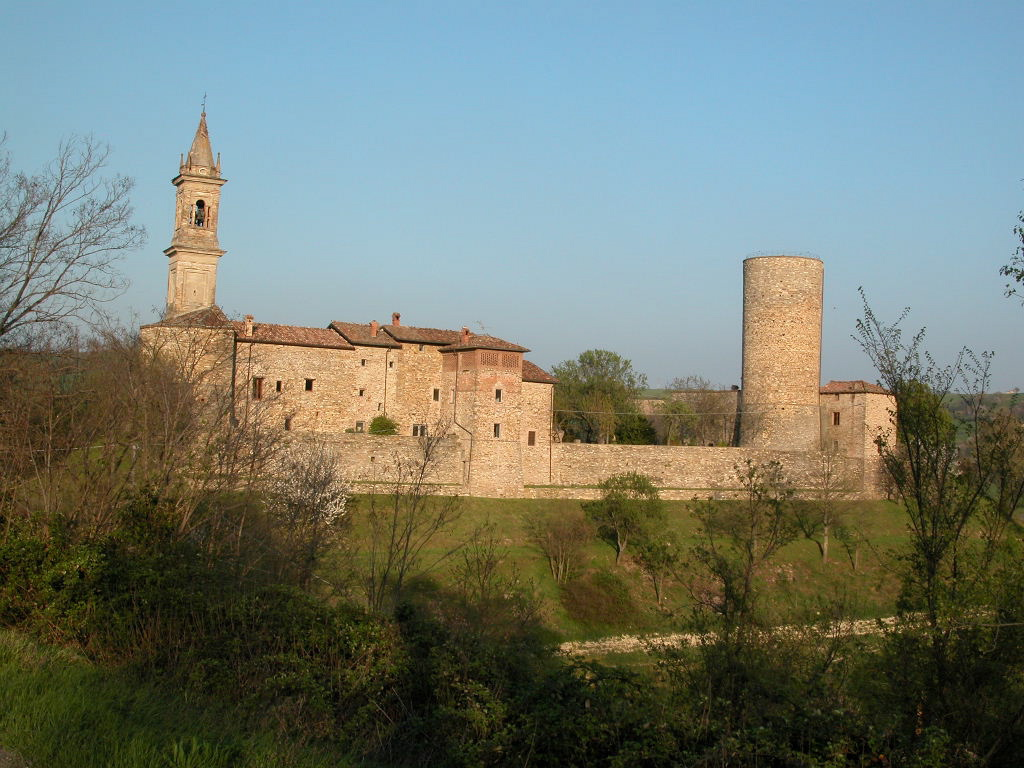
Il castello di Monteventano

Castello di MonteventanoSituato sulla cima da cui prende il nome, alta 420 m s.l.m. e caratterizzata da pendici scoscese su tutti i lati. Fu assediato e conquistato da Federico Barbarossa e, poi, dai ghibellini guidati da Ubertino Landi che lo incendiarono. Successivamente, fu sotto il controllo della famiglia Arcelli dal XIV al XVII secolo. Durante la resistenza ospitò le brigate partigiane di Giustizia e Libertà. L'intero complesso è dominato dal dongione, alto 30 m e posto lungo uno dei lati. Nei pressi del campanile della chiesa della Natività della Beata Vergine Maria si trovano i resti di una seconda torre, di forma semicircolare.
Castello di MonticelloPosto a 549 m s.l.m. sul crinale tra la val Luretta e la val Trebbia, venne citato per la prima volta nel 1372 quando venne occupato da truppe al servizio del Papa. Nel 1945 fu teatro di una battaglia tra partigiani e tedeschi in cui trovò la morte il partigiano Lino Vescovi, detto il Valoroso. L'edificio presenta una struttura quadrata con torri angolari di forma rotonda, eccetto una, caratterizzata da una pianta quadrata. L'ingresso, costituito da una bassa torretta, riporta i segni della presenza in origine di un ponte levatoio.

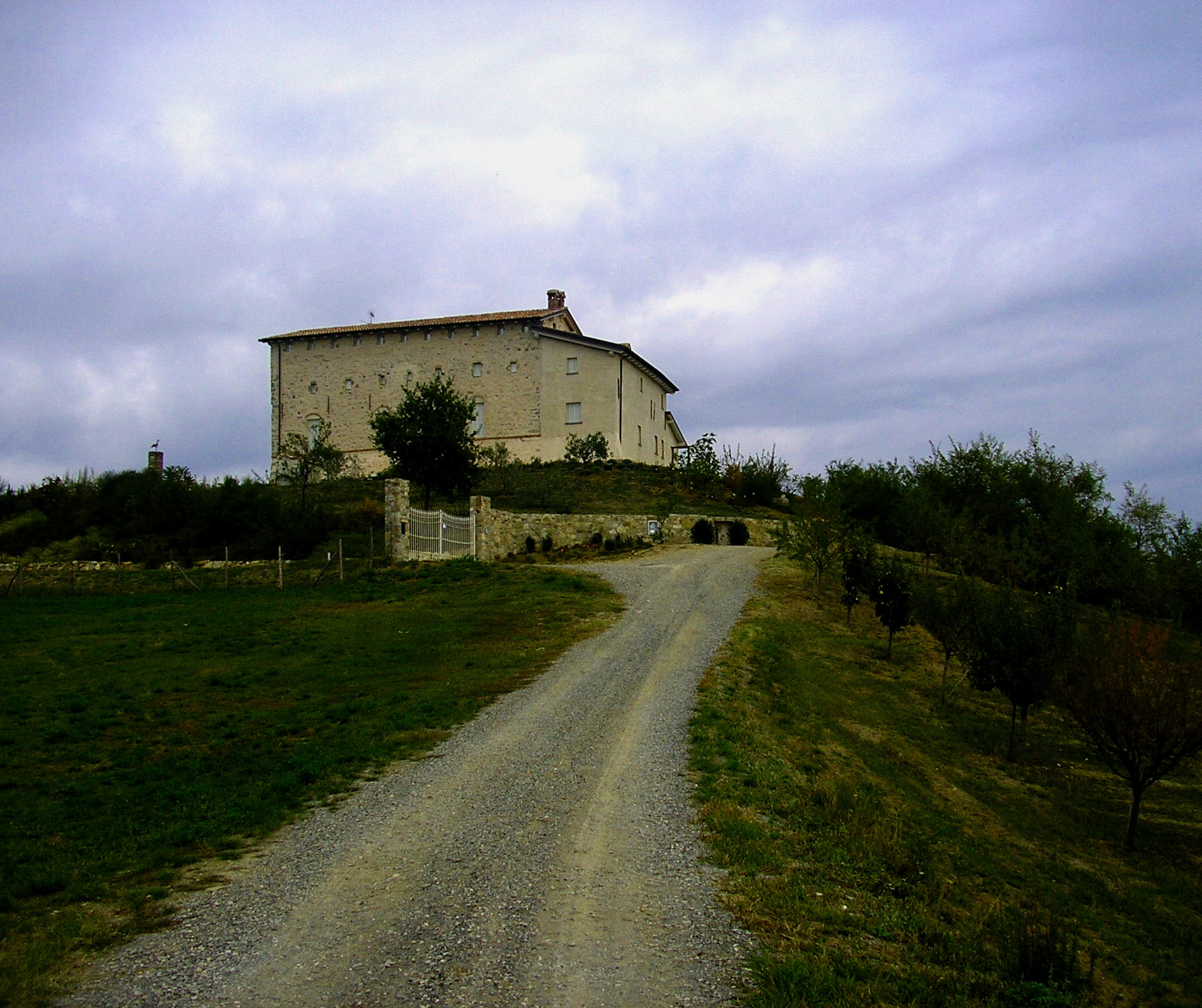
Il castello di Pavarano

Castello di PavaranoPosto sulla sommità dell'omonimo monte, appartenne agli Arcelli nel XIV secolo, per, poi, passare agli Sforza ai quali rimase fino alla fine del XVII secolo. Inizialmente circondato da due ordini di mura, fu completamente abbandonato tra la fine dell'Ottocento e l'inizio del novecento, subendo, col tempo, anche profonde alterazioni rispetto alla struttura originaria. Dell'edificio originale sono conservate le mura perimetrali a scarpata; sul lato che dà a monte, si trova una serie di piccole finestre trilitiche.
Castello di RezzanelloAppartenne già dall'XI secolo ai monaci benedettini di San Savino, nel 1212 fu rifugio di truppe guelfe fuoriuscite dalla città durante la lotta con i Visconti che, poi, assediarono il castello e lo costrinsero alla resa al termine di una battaglia. Nel 1454 i monaci investirono il dottor Bartolomeo Chiapponi del potere sul castello. Successivamente il possesso del castello passò ai monaci gerolamini e, da questi, al collegio inglese di Roma, mentre i diritti della famiglia Chiapponi passavano alla famiglia Scotti i quali sanarono le controversie che erano sorte il collegio romano per la proprietà dell'edificio dietro pagamento di un'ingente somma. Nel novecento venne restaurato dall'architetto Guidotti secondo un gusto tardoromantico. Presenta una pianta trapezoidale, con torri di forma circolare agli angoli.
Castello di VeiCastello a pianta rettangolare, già pochi anni dopo la sua edificazione venne trasformato per usi rurali subendo una graduale decadenza. Del complesso resta, al centro, un corpo più alto, unica rimanenza della torre e parte più antica ancora presente. Completamente abbandonato, si presenta in pessimo stato di conservazione.
Torre di MontebolzoneEretta in una data ignota, venne distrutta nel 1243, per mano di pavesi e tedeschi al servizio dell'imperatore Federico II di Svevia. La torre presenta una base quadrangolare e è costruita in pietra nella parte inferiore, circa due terzi dell'altezza, e in laterizio per la parte sommitale con tracce di merli e un motivo decorativo a dente di sega. Alta una ventina di metri è il dongione dell'antico castello poi andato distrutto.
Torre RizziComplesso caratterizzato da una torre, costruita tra il 1430 e il 1440 su iniziativa della famiglia Da Veggiola, a cui, poi, venne aggiunta una costruzione fortificata. La torre si presenta in posizione decentrata rispetto al resto dell'edificio. All'interno si trova una corte, caratterizzata dalla presenza di porticati decorati da formelle realizzate in terracotta.

## Cultura
Questa valle fa parte del territorio culturalmente omogeneo delle quattro Province, caratterizzato da usi e costumi comuni e da un repertorio di musiche e balli molto antichi. Strumento principe di questa zona è il piffero appenninico.

## Economia
Essenzialmente agricola, con allevamento di bovini e cavalli, maneggi, produzione di vini e formaggi. Numerosi sono trattorie e ristoranti, situati anche nelle più piccole frazioni, che propongono i piatti della cucina piacentina e i vini locali.

## Infrastrutture e trasporti

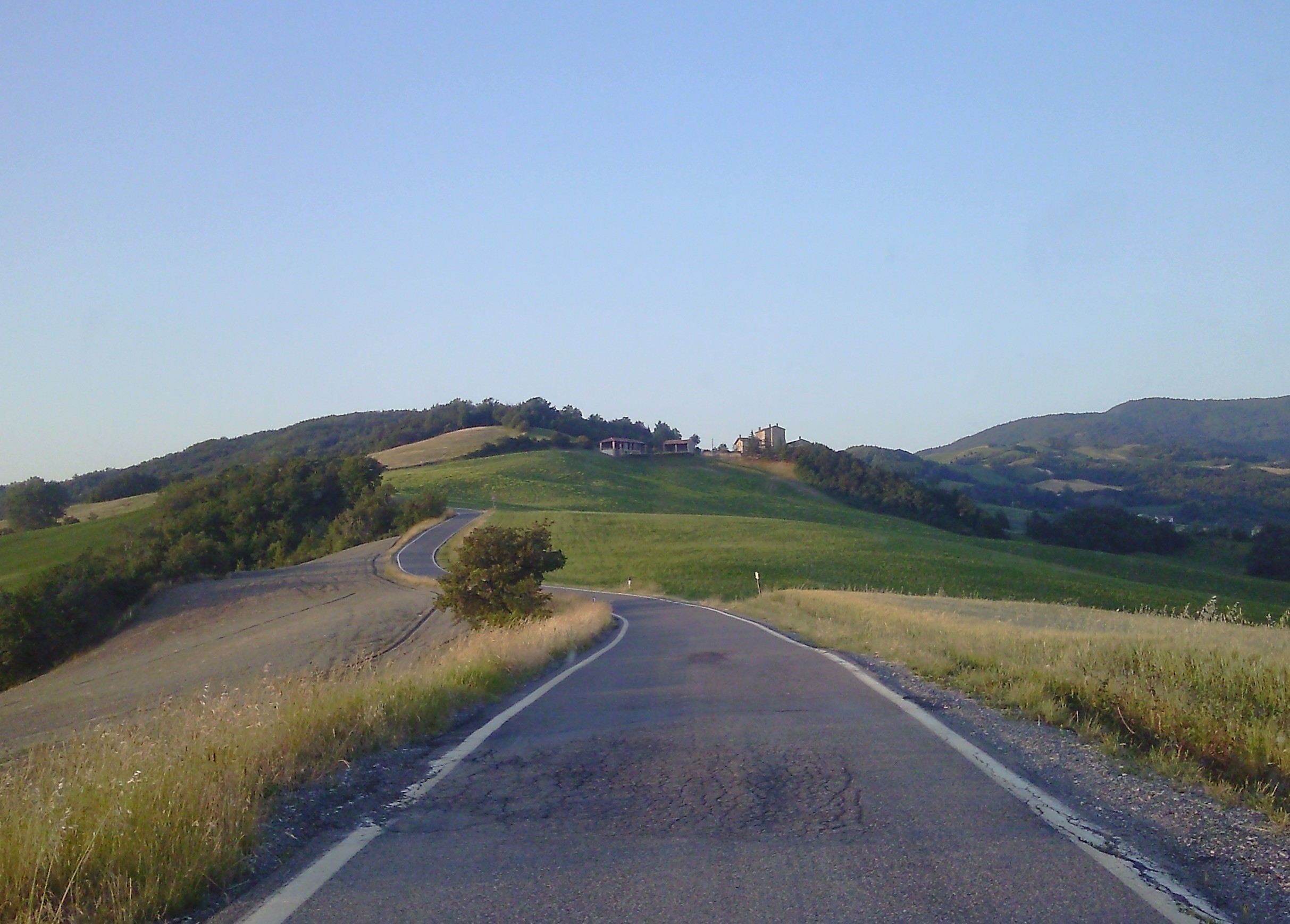
La strada provinciale 65 nei pressi di Lardara

La valle è risalita dalla strada provinciale 7 di Agazzano che, diramandosi dalla ex strada statale 10 Padana Inferiore a San Nicolò a Trebbia, frazione di Rottofreno, raggiunge Agazzano dopo aver attraversato Gragnano Trebbiense e Gazzola. Da Agazzano partono la strada provinciale 33 di Cantone che permette il collegamento con la val Tidone e la strada provinciale 7 bis di Piozzano che, raggiunto l'omonimo comune, prende il nome di strada provinciale 65 della Caldarola che raggiunge l'omonimo valico permettendo il collegamento con la val Trebbia. Dalla strada della Caldarola si dirama, poco a monte di Vidiano, la strada provinciale 60 di Croce che permette il collegamento con Pianello Val Tidone, posto nell'omonima valle.
Tra il 1907 e il 1933 la media valle fino ad Agazzano venne servita dalla tranvia Piacenza-Agazzano che univa il capoluogo provinciale con Agazzano dopo aver attraversato i comuni di Gragnano Trebbiense e Gazzola.

## Amministrazione
La val Luretta appartiene amministrativamente ai comuni di Agazzano, Gazzola, Gragnano Trebbiense, Piozzano e Travo; Gragnano e Piozzano comprendono porzioni territoriali su entrambe le sponde del torrente, Agazzano sulla sinistra orografica, mentre Gazzola e Travo sulla sponda opposta. Tra i capoluoghi comunali Agazzano, Gazzola e Piozzano si trovano nella vallata, Gragnano si trova nella pianura tra il corso del Luretta e quello del fiume Trebbia, mentre Travo si trova in val Trebbia.
L'alta valle, ricadente nei comuni di Piozzano e Travo ha fatto parte della comunità Montana Appennino Piacentino, poi soppressa e sostituita dall'unione Montana Valli Trebbia e Luretta.